# Gonzaga Jaime
Luís Gonzaga Jaime (Pirenópolis, 8 de maio de 1855 — Rio de Janeiro, 29 de janeiro de 1921) foi um jornalista, professor, magistrado e político brasileiro.

## Biografia
Filho de João Gonzaga Jaime de Sá e de Maria Batista Jaime. Seu avô, Luís Gonzaga Fleury, foi presidente de Goiás, e seu irmão, Frederico Gonzaga Jaime, foi deputado estadual em Goiás de 1909 a 1920. Cursou em superior na Faculdade de Direito em São Paulo.
Foi senador pelo Estado de Goiás de 1909 a 1921.
Faleceu em 29 de janeiro de 1921, no Rio de Janeiro, vítima de assassinato.
Foi casado com Maria Augusta Sócrates, com quem teve quatro filhos. Entre eles destacou-se Tulo Hostílio Jaime, deputado federal por Goiás de 1918 a 1920.